# 绿叶飞蛾槭
绿叶飞蛾槭（学名：Acer oblongum var. concolor）为槭树科槭属下的一个变种。其变种加词“concolor”意为“同色的”。